# Lumbricus eiseni
Lumbricus eiseni är en ringmaskart som beskrevs av Levinsen 1884. Lumbricus eiseni ingår i släktet Lumbricus, och familjen daggmaskar. Arten är reproducerande i Sverige.